# كيخسروي (قلعة أصغر)
کيخسروي (بالفارسية: کیخسروی) هي قرية تقع في إيران في ناحية لاله زار. يقدر عدد سكانها بـ 223 نسمة بحسب إحصاء 2016.